# Nyssia zieschangi
Nyssia zieschangi är en fjärilsart som beskrevs av Bretschneider 1939. Nyssia zieschangi ingår i släktet Nyssia och familjen mätare. Inga underarter finns listade i Catalogue of Life.